# Prodotti caseari AOC francesi

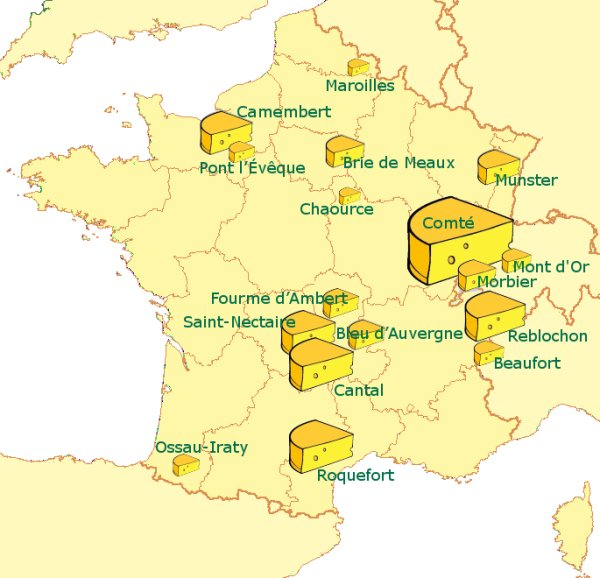
I principali formaggi AOC in Francia

L'appellation d'origine contrôlée (AOC) è l'etichetta regionale che segna i prodotti alimentari tradizionali francesi, equivalente alla denominazione di origine protetta (DOP) in Italia. Questi prodotti fanno parte dei prodotti protetti dall'Unione europea.

## Esemplari di formaggi francesi con etichetta AOC

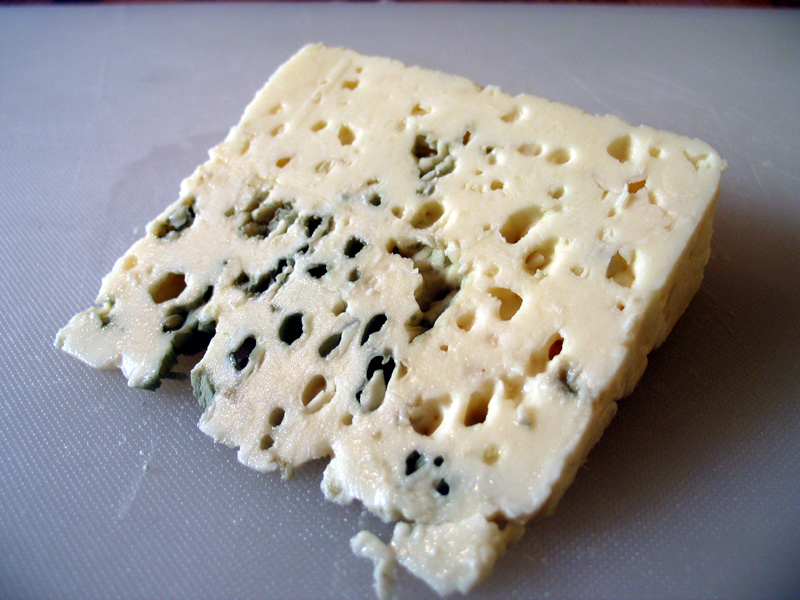
Una fetta di Roquefort
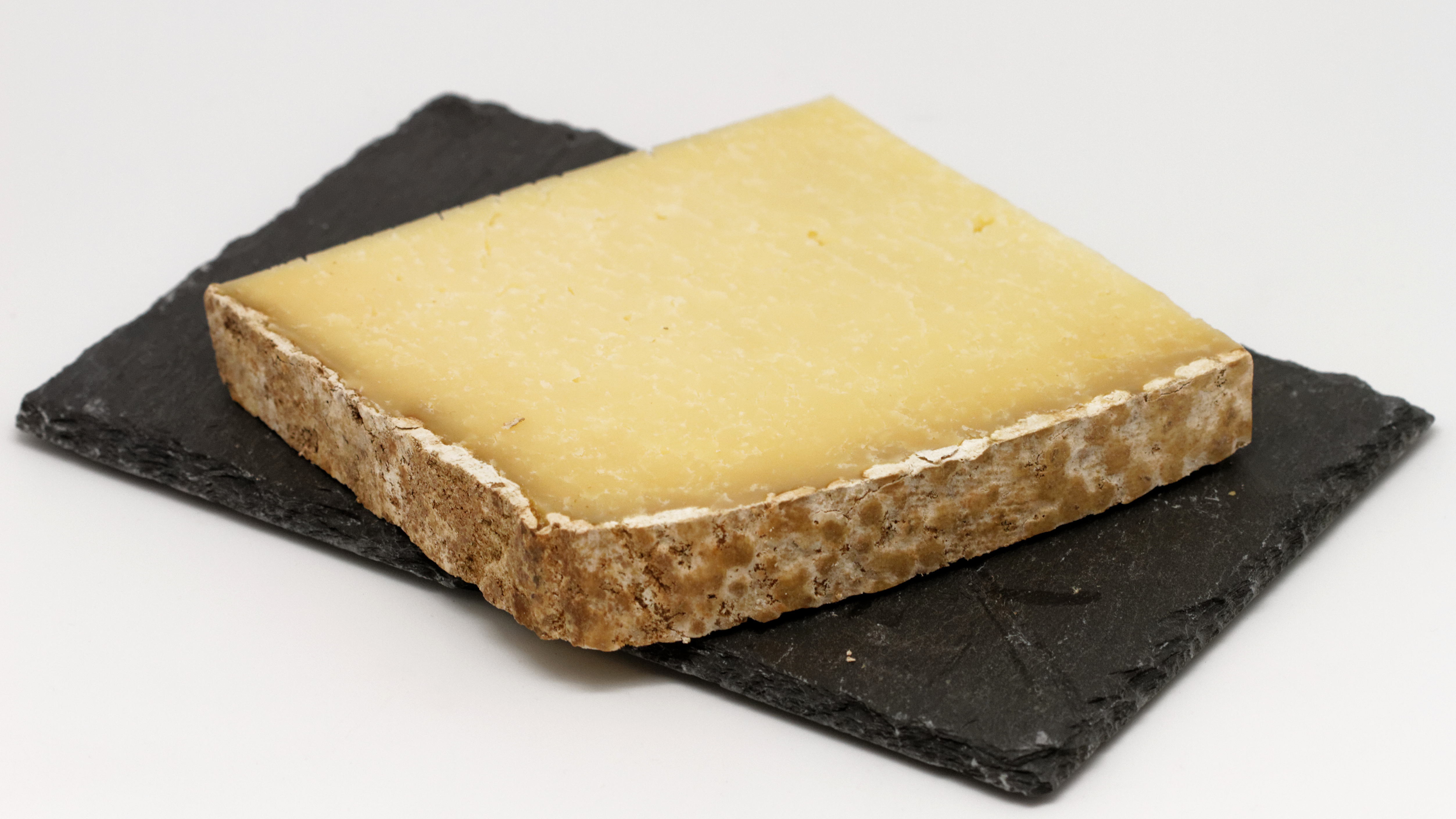
Una fetta di Cantal
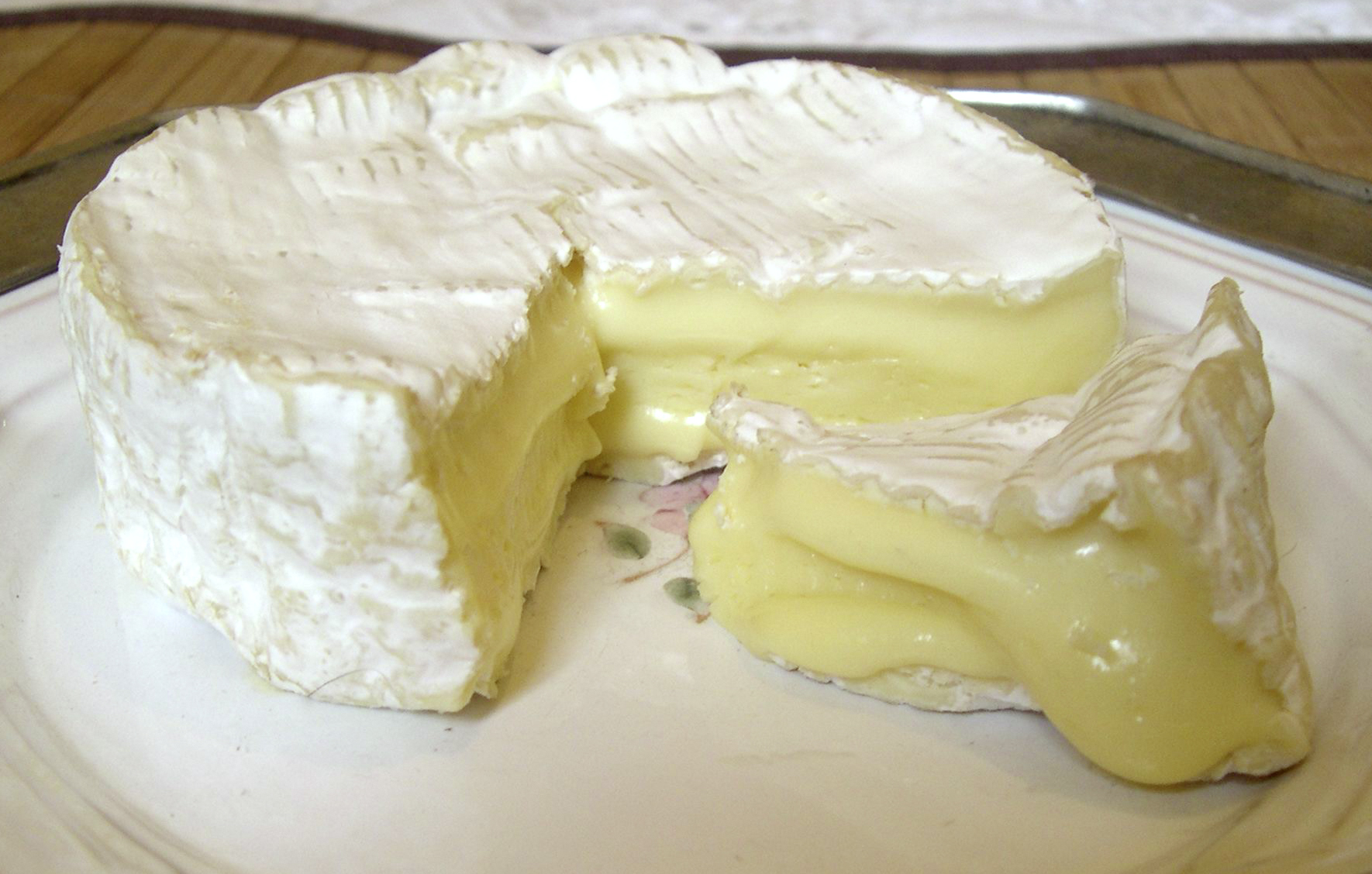
Il Camembert di Normandia
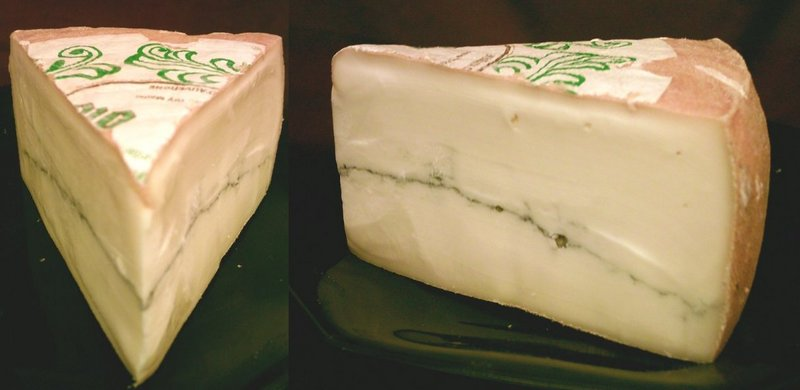
Due fette di Morbier
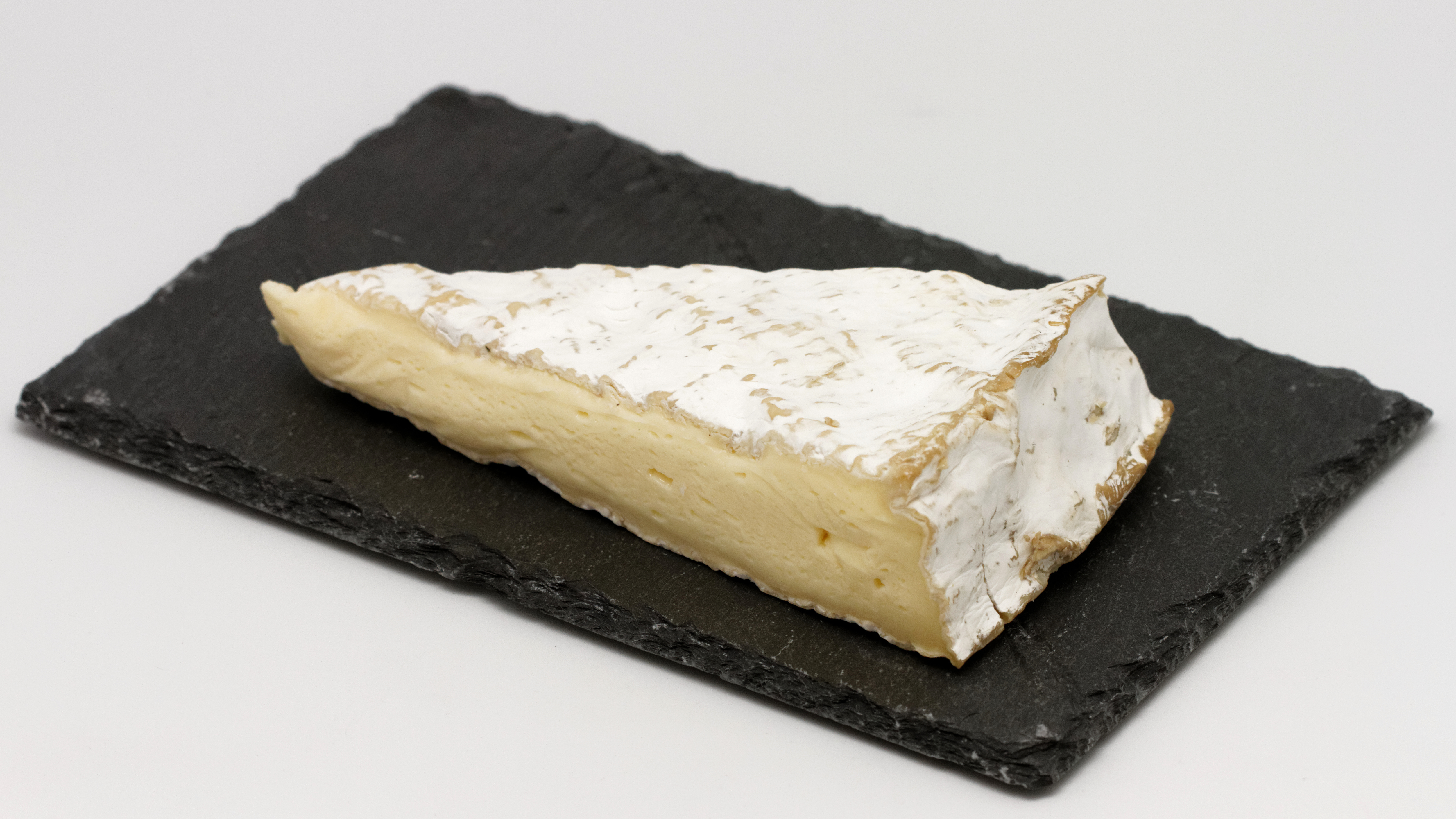
Brie de Meaux AOC/PDO
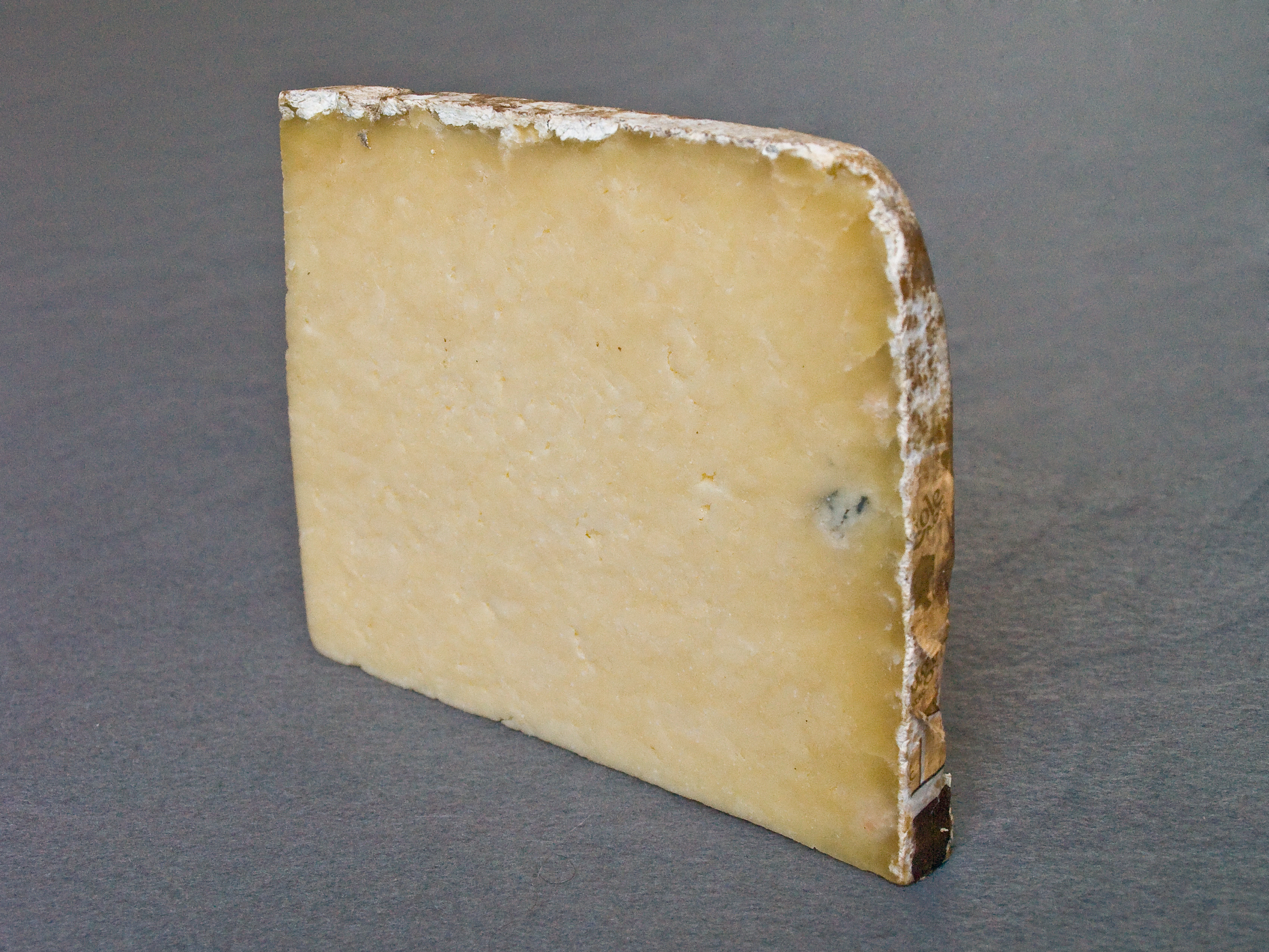
Il Laguiole, prodotto nell'Aubrac
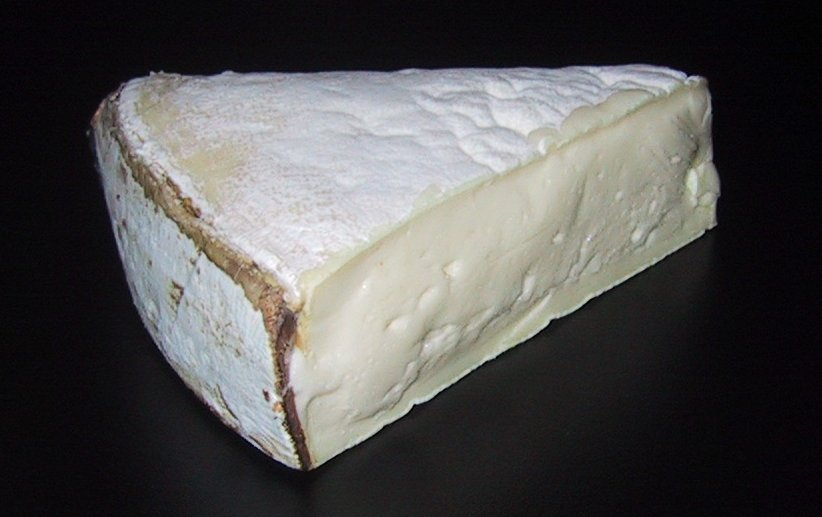
Il Mont d'Or, un vaccino a pasta molle
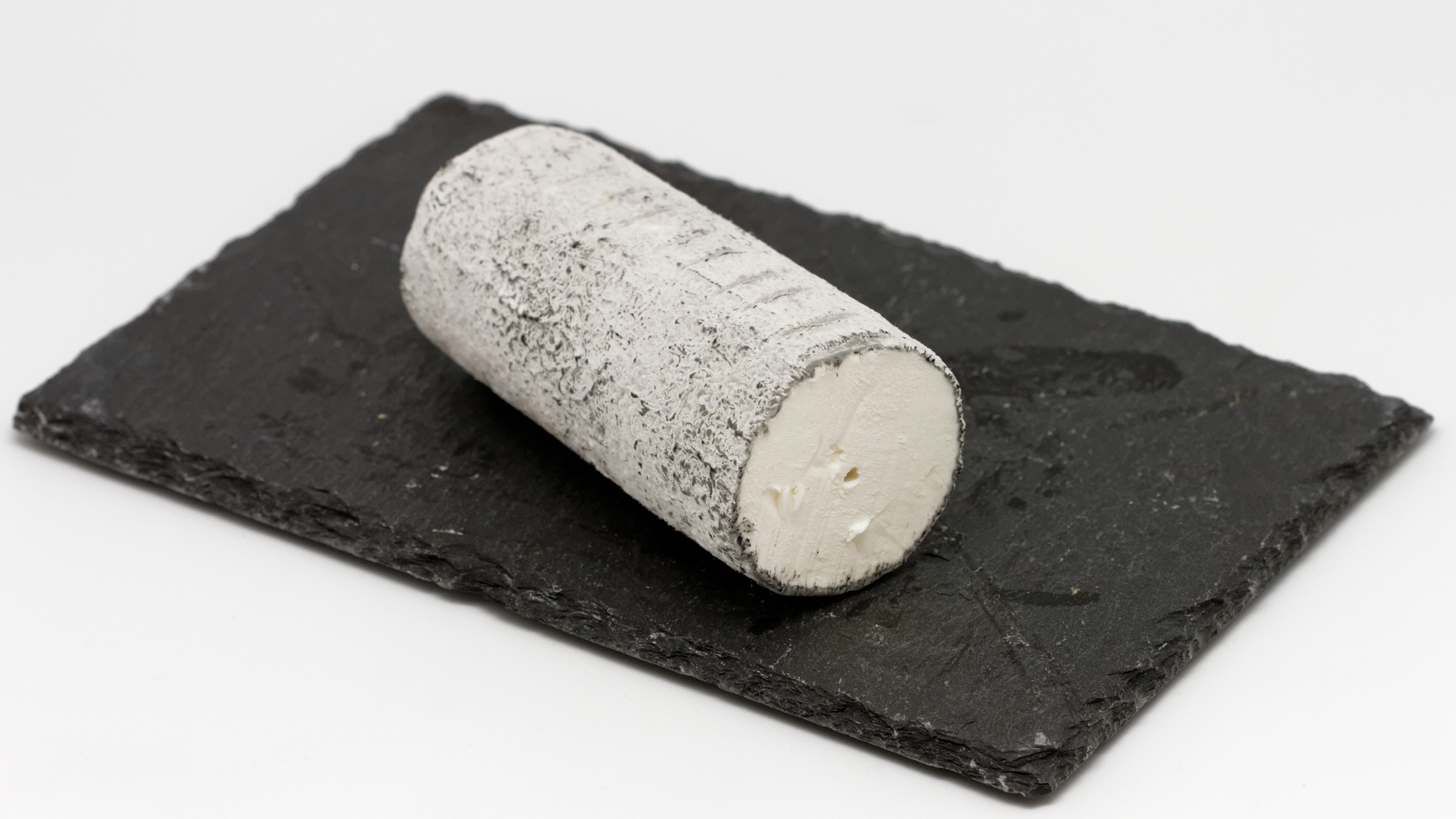
Il Sainte-Maure de Touraine
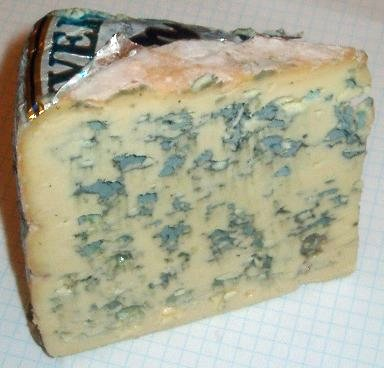
Una fetta di Blu d'Alvernia
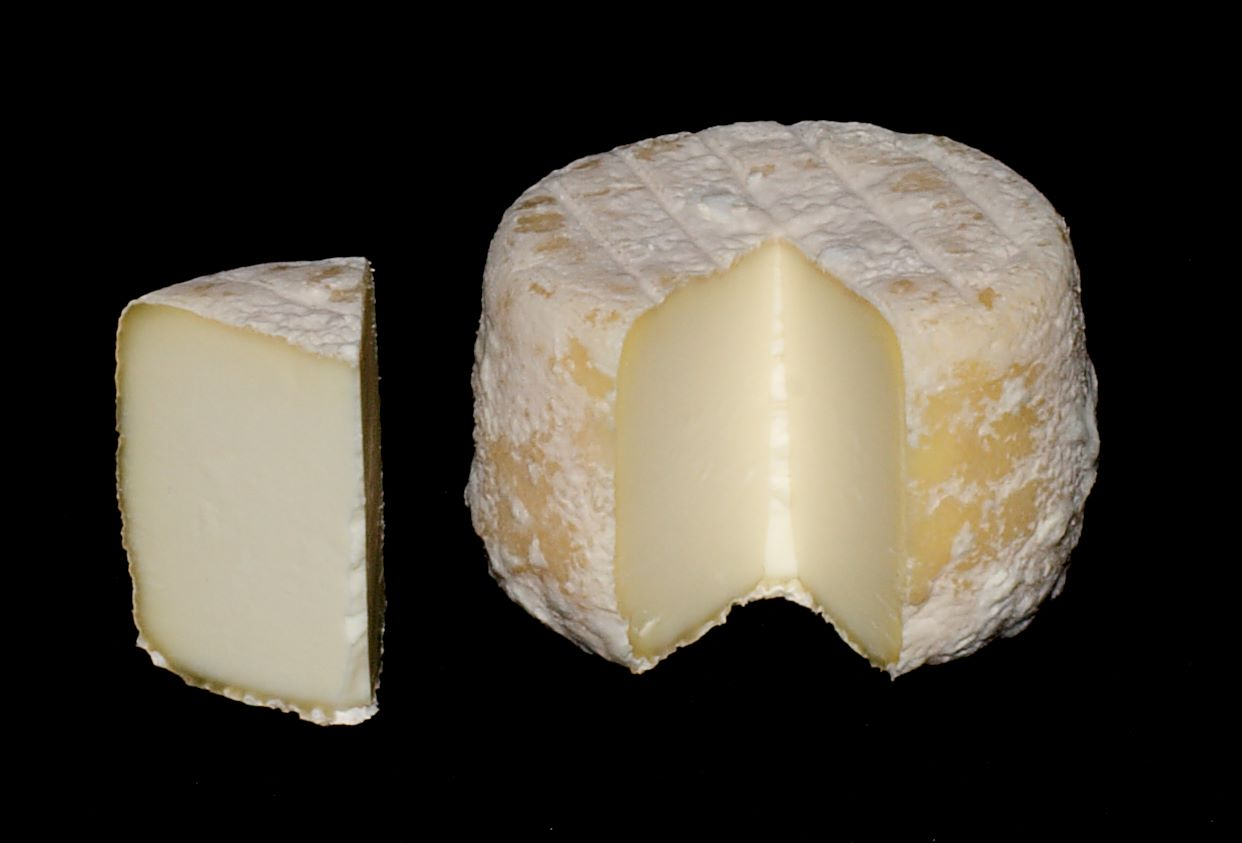
Il Crottin de Chavignol
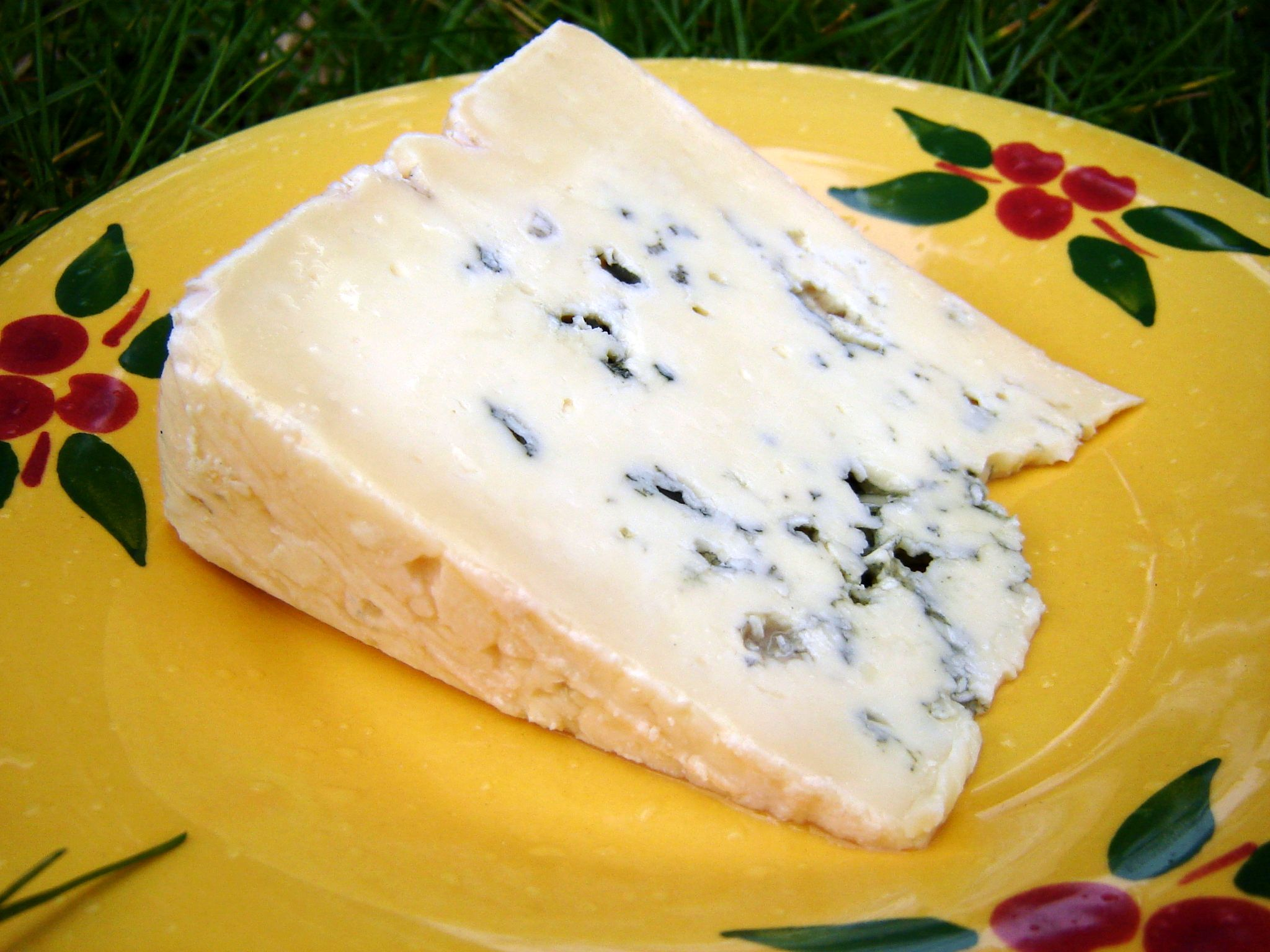
Una fetta di Bleu des Causses
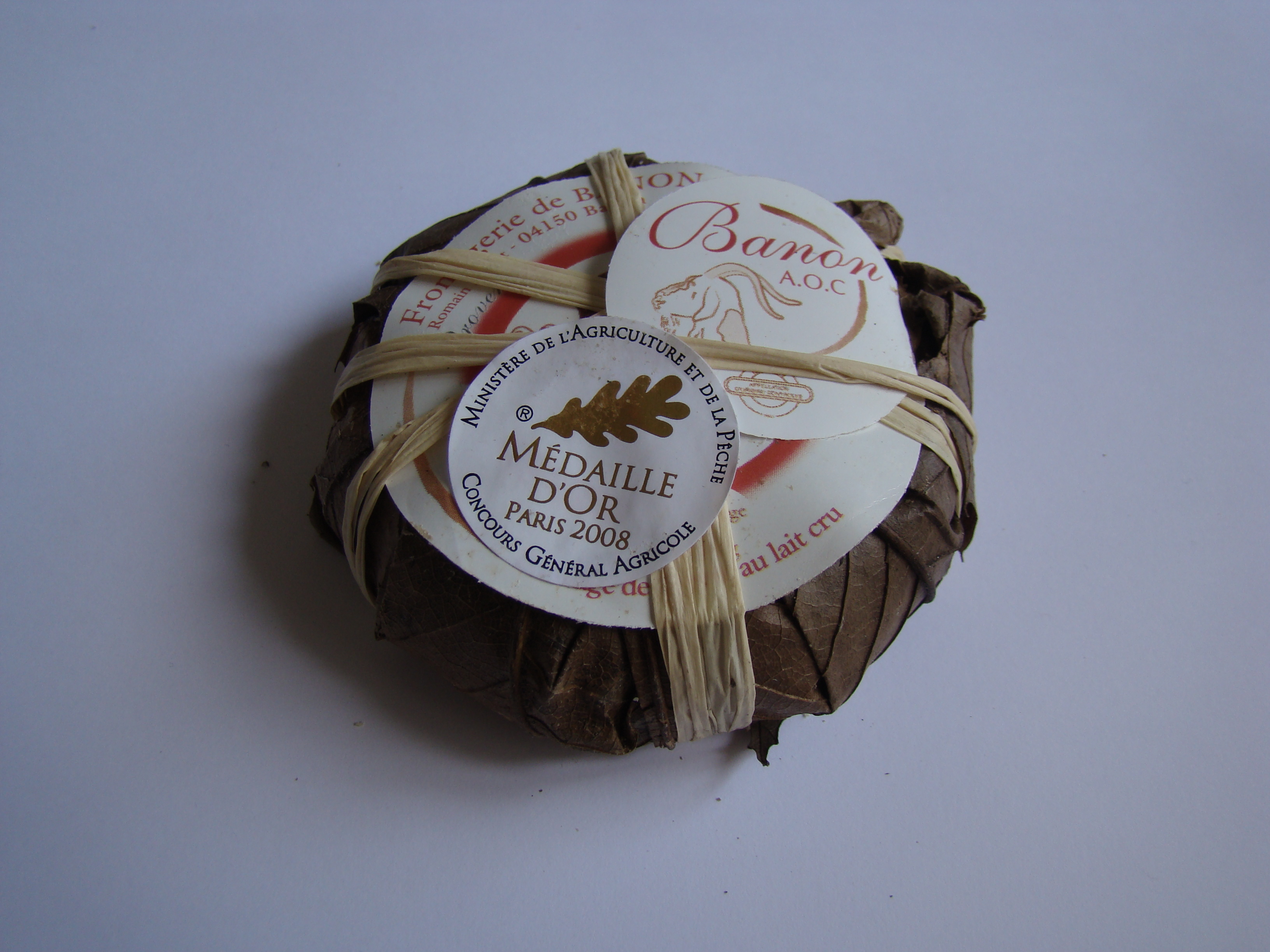
Il Banon

## Classificazione
I formaggi sono correntemente classificati in ordine alfabetico (come nel caso della tabella seguente), per tipo di latte, origine, o tipo di pasta.
I formaggi per tipo di latte riconosciuti dall'INAO:
- di vacca;
- di capra;
- di pecora;
- misto pecora-capra.

I formaggi per tipo di pasta riconosciuti dall'(INAO):
- P.M.C.N. : formaggi a pasta molle a crosta naturale (pâte molle croûte naturelle);
- P.M.C.L. : formaggi a pasta molle e a crosta lavata (pâte molle croûte lavée);
- P.M.C.F. : formaggi a pasta molle e a crosta fiorita (pâte molle croûte fleurie);
- P.P. : formaggi a pasta erborinata (pâte persillée);
- P.P.N.C. : formaggi a pasta pressata e a pasta cruda (pâte pressée non cuite);
- P.P.C. : formaggi a pasta pressata e a pasta cotta (pâte pressée cuite);
- F.F. : formaggio fresco  (fromage frais);
- F.f. : formaggio a pasta fusa (fromage fondu).

## Lista dei prodotti caseari AOC francesi
Segue una tabella dei principali formaggi AOC:
| Appellations d'origine contrôlée: nomi dei prodotti esatti inseriti nel Decreto | Latte        | Tipo di formaggio                 | Zona di produzione | Decreti istitutivi dell'AOC  | Decreti istitutivi dell'AOC                                       |
| Appellations d'origine contrôlée: nomi dei prodotti esatti inseriti nel Decreto | Latte        | Tipo di formaggio                 | Zona di produzione | AOC dal                      | Modifiche                                                         |
| ------------------------------------------------------------------------------- | ------------ | --------------------------------- | --- | ---------------------------- | ----------------------------------------------------------------- |
| Abondance                                                                       | vacca        | pasta pressata e cotta            | Val d'Abondance (Alta Savoia) |                              | 23/03/1990 15/11/1993                                             |
| Banon                                                                           | capra        | pasta molle crosta naturale       | Alta Provenza (Alpi dell'Alta Provenza, Alte Alpi, Varo e Vaucluse)                                                                  |                              | 23/07/2003                                                        |
| Beaufort                                                                        | vacca        | pasta pressata cotta              | Beaufortain, Moriana Tarantasia, Val d'Arly (Savoie e Alta Savoia)                                                                   |                              | 19/01/2001                                                        |
| Blu d'Alvernia                                                                  | vacca        | pasta erborinata                  | Puy-de-Dôme, Cantal, Haute-Loire, Aveyron, Corrèze, Lot e Lozère                                                                     |                              | 15/11/1993 08/08/1994                                             |
| Bleu de Gex (nome corrente) alias Bleu de Gex haut Jura o Bleu de Septmoncel    | vacca        | pasta erborinata                  | Alto- Giura (Ain e Giura) |                              | 13/09/2005                                                        |
| Bleu des Causses                                                                | vacca        | pasta erborinata                  | Sud del Massiccio Centrale (Aveyron, Lot, Lozère, Gard e Hérault)                                                                    |                              | 15/11/1993 08/08/1994                                             |
| Bleu du Vercors-Sassenage                                                       | vacca        | pasta erborinata                  | Plateau du Vercors (Drôme e Isère)                                                                                                   |                              | 30/07/1998                                                        |
| Brie de Meaux                                                                   | vacca        | pasta molle a crosta fiorita      | Aube, Loiret, Marna, Haute-Marne, Mosa, Seine-et-Marne e Yonne                                                                       |                              | 18/06/1990 15/11/1993 08/08/1994                                  |
| Brie de Melun                                                                   | vacca        | pasta molle a crosta fiorita      | Seine-et-Marne, Aube e Yonne |                              | 15/11/1993 08/08/1994                                             |
| Brocciu corse o Brocciu                                                         | pecora capra | formaggio fresco                  | Haute-Corse e Corse-du-Sud | 10/06/1983 (abrogato)        | 03/06/1998                                                        |
| Camembert di Normandia un tempo detto Camembert del Calvados                    | vacca        | pasta molle a crosta fiorita      | Normandia (Calvados, Eure, Manica, Orne e Seine-Maritime)                                                                            | 1983 (abrogato)              | 15/11/1993 08/08/1994                                             |
| Cantal                                                                          | vacca        | crudo e a pasta pressata          | Aveyron, Cantal, Corrèze e Puy-de-Dôme                                                                                               | 1956 (abrogato)              | 15/11/1993 08/08/1994                                             |
| Chabichou du Poitou                                                             | capra        | a pasta molle e a crosta naturale | Vienne, Deux-Sèvres e Charente | 1990 (abrogato)              | 15/11/1993 08/08/1994                                             |
| Chambérat                                                                       | vacca        | pasta pressata cruda              | Allier nei dintorni di Chambon e in tutto il Cantone di Huriel fino a Pionsat nel Puy-de-Dôme nel Cantone di Chénérailles nel Creuse | in attesa dal 13 giugno 1997 |                                                                   |
| Chaource                                                                        | vacca        | pasta molle a crosta fiorita      | Aube e Yonne | 1977 (abrogato)              | 15/11/1993 08/08/1994 15/11/1999                                  |
| Charolais                                                                       | capra        | pasta molle a crosta naturale     | Rhône, Saône-et-Loire, Loire e Allier                                                                                                | 21 gennaio 2010              |                                                                   |
| Chevrotin                                                                       | capra        | a pasta molle e a crosta naturale | Massiccio del Monte Bianco, di Chiablese, di Aravis e di Bauges (Alta Savoia e Savoia)                                               | xx/01/2001 (abrogato)        | 02/05/2002                                                        |
| Comté                                                                           | vacca        | pasta pressata cotta              | Massiccio del Giura (Giura, Doubs, Ain) ainsi que Saona e Loira et Haute-Savoie                                                      |                              | 15/11/1993 30/12/1998 10/01/2000 29/03/2004                       |
| Crottin de Chavignol                                                            | capra        | pasta molle a crosta naturale     | Cher, Loiret e Nièvre | 1976 (abrogato)              | 29/12/1986 08/08/1994                                             |
| Époisses                                                                        | vacca        | pasta molle a crosta lavata       | Côte-d'Or, Haute-Marne e Yonne | 1991 (abrogato)              | 16/07/2004                                                        |
| Fourme d'Ambert (antico AOC dal 1972 insieme alla fourme de Montbrison)         | vacca        | pasta erborinata                  | Puy-de-Dôme, Cantal e Loire | 1972 (abrogato)              | 22/02/2002                                                        |
| Fourme de Montbrison (ancienne AOC depuis 1972 avec la fourme d'Ambert)         | vacca        | pasta erborinata                  | Loire e Puy-de-Dôme | 1972 (abrogato)              | 22/02/2002                                                        |
| Laguiole (chiamato anche toma di Laguiole, nome non ufficiale)                  | vacca        | pasta pressata e cruda            | Massiccio dell'Aubrac (Aveyron, Cantal e Lozère)                                                                                     |                              | 28/07/2000 29/03/2004                                             |
| Langres                                                                         | vacca        | pasta molle a crosta lavata       | Haute-Marne, Vosgi et Côte-d'Or | 1975 (abrogato)              | 15/11/1993 08/08/1994                                             |
| Livarot                                                                         | vacca        | pasta molle a crosta lavata       | Calvados e Orne | 1975 (abrogato)              | 15/11/1993 08/08/1994                                             |
| Maroilles o Marolles                                                            | vacca        | pasta molle a crosta lavata       | Aisne e Nord | 1976 (abrogato)              | 15/11/1993 08/08/1994                                             |
| Mont d'Or (nome comune: vaccino Mont-d'Or)                                      | vacca        | pasta molle a crosta lavata       | Doubs | 1981 (abrogato)              | 21/07/2000                                                        |
| Morbier                                                                         | vacca        | pasta pressata non cotta          | Massiccio del Giura (Ain, Doubs, Giura e Saona e Loira)                                                                              |                              | 22/12/2000                                                        |
| Munster ou Munster-géromé                                                       | vacca        | pasta molle a crosta lavata       | Bas-Rhin, Haut-Rhin, Meurthe e Mosella, Mosella, Alta Saona, Territoire de Belfort e Vosgi                                           | 1969 (abrogato)              | 15/11/1993 08/08/1994                                             |
| Neufchâtel                                                                      | vacca        | pasta molle a crosta fiorita      | Pays de Bray (Seine-Maritime e Oise)                                                                                                 | 1969 (abrogato)              | 15/11/1993 08/08/1994                                             |
| Ossau-iraty                                                                     | vacca        | pasta pressata non cotta          | Pyrénées-Atlantiques e Hautes-Pyrénées                                                                                               | 1980 (abrogato)              | 15/11/1993 08/08/1994 16/01/1996 04/10/1996 15/11/1999 23/11/2001 |
| Pélardon                                                                        | capra        | pasta molle a crosta naturale     | Aude, Gard, Hérault, Lozère, Tarn |                              | 25/08/2000                                                        |
| Picodon                                                                         | capra        | pasta molle a crosta naturale     | Ardèche, Drôme, Cantone di Valréas (Vaucluse)                                                                                        |                              | 25/08/2000                                                        |
| Pont-l'Évêque                                                                   | vacca        | pasta molle a crosta lavata       | Normandia (Calvados, Eure, Manica, Mayenne e Seine-Maritime)                                                                         |                              | 15/11/1993 08/08/1994                                             |
| Pouligny Saint-Pierre                                                           | capra        | pasta molle a crosta naturale     | Indre |                              | 15/11/1993 08/08/1994                                             |
| Reblochon o Reblochon de Savoie                                                 | vacca        | pasta pressata cruda              | Savoia e Alta Savoia |                              | 15/11/1993                                                        |
| Rigotte de Condrieu                                                             | capra        | pasta molle fiorita               | Loira e Rhône |                              | 13/01/2009                                                        |
| Rocamadour                                                                      | capra        | pasta molle a crosta naturale     | Aveyron, Corrèze, Dordogna, Lot e Tarn e Garonna                                                                                     |                              | 26/11/2004                                                        |
| Roquefort                                                                       | pecora       | pasta erborinata                  | Aude, Aveyron, Gard, Hérault, Lozère e Tarn                                                                                          |                              | 22/01/2001                                                        |
| Saint-nectaire                                                                  | vacca        | pasta pressata cruda              | Cantal e Puy-de-Dôme |                              | 15/11/1993 08/08/1994                                             |
| Sainte-Maure de Touraine                                                        | capra        | pasta molle a crosta naturale     | Indre, Indre e Loira, Loir-et-Cher e Vienne                                                                                          |                              | 29/06/1990                                                        |
| Salers                                                                          | vacca        | pasta pressata non cotta          | Aveyron, Cantal, Corrèze, Haute-Loire e Puy-de-Dôme                                                                                  |                              | 14/03/2000                                                        |
| Selles-sur-Cher                                                                 | capra        | a pasta molle e a crosta naturale | Cher, Indre e Loir-et-Cher |                              | 15/11/1993 08/08/1994                                             |
| Tome des Bauges                                                                 | vacca        | pasta pressata cruda              | Savoia e Alta Savoia |                              | 12/11/2002                                                        |
| Valençay                                                                        | capra        | pasta molle a crosta naturale     | Cher, Indre, Indre e Loira e Loir-et-Cher                                                                                            |                              | 13/07/1998                                                        |

## Burro
- Beurre Charentes-Poitou
- Beurre d'Isigny
- Beurre des Deux-Sèvres
- Beurre d'Echiré

## Crema
- Crème fraiche d'Isigny
- Crème fraiche de Bresse : richiesta di riconoscimento in corso